# Glyptorhagada bordaensis
Glyptorhagada bordaensis é uma espécie de gastrópode  da família Camaenidae.
É endémica da Austrália.